# Liste der Baudenkmäler in Margarethenhöhe
Die Liste der Baudenkmäler in Margarethenhöhe enthält die denkmalgeschützten Bauwerke auf dem Gebiet von Essen-Margarethenhöhe, Stadtbezirk III, in Nordrhein-Westfalen (Stand: Januar 2016). Diese Baudenkmäler sind in der Denkmalliste der Stadt Essen eingetragen; Grundlage für die Aufnahme ist das Denkmalschutzgesetz Nordrhein-Westfalen (DSchG NRW).

| Bild                                                       | Bezeichnung                                                | Lage | Beschreibung | Bauzeit   | Eingetragen seit  | Denkmal- nummer |
| ---------------------------------------------------------- | ---------------------------------------------------------- | --- | --- | --------- | ----------------- | --------------- |
| Bauer Barkhoff (Fachwerkhaus des ehemaligen Hülsmannshofs) | Bauer Barkhoff (Fachwerkhaus des ehemaligen Hülsmannshofs) | Lehnsgrund 14a Karte | Ursprung des Hofes in einem Lehnsgut der Abtei Werden, 1344 erstmals erwähnt; im 17. Jahrhundert Hof Hülsmann erstmals erwähnt; 1904 an Margarethe Krupp verkauft, so dass auf dem Grund der Ländereien die Margarethenhöhe errichtet wurde; Wilhelm Barkhoff ließ Hofgebäude 1925 zum Restaurant umbauen | 1825      | 12. November 1987 | 321             |
| weitere Bilder                                             | Siedlung Margarethenhöhe                                   | zugehörige Straßen - Adolf-Rath-Straße - Am Brückenkopf - Am Gehölz - Daheim - Fiebelweg - Giebelplatz - Ginsterweg - Hauxplatz - Hoher Weg - Im Heimgarten - Im Hülsfeld - Kleiner Markt - Laubenweg - Metzendorfstraße - Robert-Schmohl-Platz - Schöngelegen - Sommerburgstraße - Sonnenblick - Steile Straße - Stensstraße - Stiller Weg - Tiefer Weg - Trautes Heim - Waldlehne - Winkelstraße Karte | Siedlung der Margarethe Krupp-Stiftung, gilt als die erste deutsche Gartenstadt | 1906–1938 | 12. November 1987 | 222             |